# 白川充
白川 充（しらかわ みつる、1935年 - 2019年3月）は、日本の著作家、講談社の元編集者。日本推理作家協会会員。
現代風俗研究会、雑学倶楽部、書皮友好協会各会員。雑学倶楽部・日本顔学会・にんげん史研究会の各会員。別名に朝海猛。

## 来歴
東京都出身。明治学院大学英文学科卒業。講談社で週刊誌、月刊誌、文芸書、文庫の編集に携わり、講談社文庫出版部長で退職。在職中に、ベトナムに平和を!市民連合の創設メンバーであり、また梶山季之、船戸与一、志水辰夫などを担当。文庫編集部時代は「大衆文学館」シリーズを創設した。
2008年、著書『昭和平成ニッポン性風俗史』で雑学倶楽部主催の、第26回雑学出版賞を受賞。

## 著書
- ローカル線の旅―きみはそこで何を見つけるか 光文社 1979.8  朝海猛名義 小林亜庭との共著
- おもしろ好事苑―秘蔵版  現代書林(パルテノン ブックス)  1983.1　朝海猛名義。
- 昭和平成ニッポン性風俗史 : 売買春の60年 白川充名義　展望社　2007